# San Gregorio VII
Koordinaten: 41° 53′ 53″ N, 12° 27′ 0″ O
San Gregorio VII ist eine römisch-katholische Titelkirche an der Via del Cottolengo (Via Gregorio VII). Sie wurde 1960 und 1961 nach Entwürfen von Mario Paniconi und Giulio Pediconi für die 1952 von Papst Pius XII. gegründete Pfarrei gebaut. Das Dach wird nur von zehn Betonpfeilern gehalten. Zwischen Außenmauer und Dach sind Fenster montiert. Sie wurde 1961 dem heiligen Gregor VII. geweiht. Die Pfarrei wird von Franziskanern betreut. In der Krypta ist in einer besonderen Steineinlegetechnik das Leben des heiligen Franz von Assisi dargestellt. 1969 wurde sie von Papst Paul VI. zur Titelkirche erhoben. Aktueller Titelträger ist Baselios Cleemis Thottunkal, der Großerzbischof von Trivandrum. 

## Kardinalpriester
- Eugênio de Araújo Sales (1969–2012)
- Baselios Cleemis Thottunkal (seit 2012)